# Куїмов Микола Григорович
Микола Григорович Куїмов (нар. 13 травня 1945) — генерал-майор ЗС СРСР, начальник Челябінського вищого танкового командного училища у 1989—1994 роках.

## Біографія
Закінчив Благовіщенське танкове училище в 1967 році. Командир танкового взводу, роти і батальйону в 1967—1975 роках. У 1978 році закінчив Військову академію Генерального штабу ЗС СРСР, служив командиром полку в 1978—1980 роках. У 1980—1983 роках відряджений до Сирії, в 1983—1985 роках — заступник командира мотострілецької дивізії, в 1985—1989 роках — командир мотострілецької дивізії.
У 1989—1994 роках — начальник Челябінського вищого танкового командного училища, до 1993 року також був начальником Челябінського гарнізону. Обирався до Челябінської міської ради народних депутатів. Пізніше обійняв посаду інспектора Центрального військового округу.

## Нагороди
- Орден Червоної Зірки[3]
- Медаль «В ознаменування 100-річчя з дня народження Володимира Ілліча Леніна»[3]
- Медаль «20 років перемоги у Великій Вітчизняній війні 1941—1945 рр.»[3]
- Медаль «Ветеран Збройних сил СРСР»[3]
- Медаль «50 років Збройних сил СРСР»[3]
- Медаль «60 років Збройних сил СРСР»[3]
- Медаль «70 років Збройних сил СРСР»[3]
- Медаль «За бездоганну службу» I, II і III ступенів[3]